# 2005–2006-os magyar férfi vízilabdakupa
A 2005–2006-os magyar férfi vízilabdakupa, szponzorált nevén a Malév Magyar Kupa, a hetvenkilencedik kiírás volt a versenysorozat történetében. A kupára tizenhat csapat nevezett. A győzelmet a Vasas szerezte meg.

## Eredmények

### Selejtező
szeptember 3–4.
A csoport (Szolnok)
| Hely. | Csapat                   | M | Gy | D | V | G+ | G– | Gk  | P | Továbbjutás vagy kiesés      |      | SZEG | PVSK  | SZEN | OSC   |
| ----- | ------------------------ | - | -- | - | - | -- | -- | --- | - | ---------------------------- | ---- | ---- | ----- | ---- | ----- |
| 1.    | Szegedi VE               | 3 | 3  | 0 | 0 | 36 | 15 | +21 | 6 | Továbbjutott a negyeddöntőbe |      | —    | 13–2  | 10–9 | 13–4  |
| 2.    | Pécsi VSK                | 3 | 2  | 0 | 1 | 27 | 31 | −4  | 4 | Továbbjutott a negyeddöntőbe |      | 2–13 | —     | 12–9 | 13–9  |
| 3.    | Szentesi VK              | 3 | 0  | 1 | 2 | 29 | 33 | −4  | 1 |                              |      | 9–10 | 9–12  | —    | 11–11 |
| 4.    | Orvosegyetem SC–Kaposvár | 3 | 0  | 1 | 2 | 24 | 37 | −13 | 1 |                              | 4–13 | 9–13 | 11–11 | —    |       |

B csoport (Eger)
| Hely. | Csapat                   | M | Gy | D | V | G+ | G– | Gk  | P | Továbbjutás vagy kiesés      |      | EGER  | FTC   | YBL  | NEP  |
| ----- | ------------------------ | - | -- | - | - | -- | -- | --- | - | ---------------------------- | ---- | ----- | ----- | ---- | ---- |
| 1.    | Egri VK                  | 3 | 3  | 0 | 0 | 81 | 21 | +60 | 6 | Továbbjutott a negyeddöntőbe |      | —     | 20–12 | 34–5 | 27–4 |
| 2.    | Ferencváros              | 3 | 2  | 0 | 1 | 60 | 31 | +29 | 4 | Továbbjutott a negyeddöntőbe |      | 12–20 | —     | 20–7 | 28–4 |
| 3.    | Ybl Szent István Egyetem | 3 | 1  | 0 | 2 | 24 | 61 | −37 | 2 |                              |      | 5–34  | 7–20  | —    | 12–7 |
| 4.    | Neptun VSC               | 3 | 0  | 0 | 3 | 15 | 67 | −52 | 0 |                              | 4–27 | 4–28  | 7–12  | —    |      |

C csoport (Cegléd)
| Hely. | Csapat      | M | Gy | D | V | G+ | G– | Gk  | P | Továbbjutás vagy kiesés      |      | VAS  | UTE  | CEG  | MAFC |
| ----- | ----------- | - | -- | - | - | -- | -- | --- | - | ---------------------------- | ---- | ---- | ---- | ---- | ---- |
| 1.    | Vasas SC    | 3 | 3  | 0 | 0 | 57 | 17 | +40 | 6 | Továbbjutott a negyeddöntőbe |      | —    | 13–8 | 20–3 | 24–6 |
| 2.    | Újpesti TE  | 3 | 2  | 0 | 1 | 50 | 23 | +27 | 4 | Továbbjutott a negyeddöntőbe |      | 8–13 | —    | 18–8 | 24–2 |
| 3.    | Ceglédi VSC | 3 | 1  | 0 | 2 | 20 | 46 | −26 | 2 |                              |      | 3–20 | 8–18 | —    | 9–8  |
| 4.    | MAFC        | 3 | 0  | 0 | 3 | 16 | 57 | −41 | 0 |                              | 6–24 | 2–24 | 8–9  | —    |      |

D csoport (Szolnok)
| Hely. | Csapat                | M | Gy | D | V | G+ | G– | Gk  | P | Továbbjutás vagy kiesés      |      | BHSE | SZOL | BVSC | HÓD  |
| ----- | --------------------- | - | -- | - | - | -- | -- | --- | - | ---------------------------- | ---- | ---- | ---- | ---- | ---- |
| 1.    | Bp. Honvéd            | 3 | 3  | 0 | 0 | 51 | 14 | +37 | 6 | Továbbjutott a negyeddöntőbe |      | —    | 12–5 | 10–3 | 29–6 |
| 2.    | Szolnoki VSC          | 3 | 2  | 0 | 1 | 37 | 23 | +14 | 4 | Továbbjutott a negyeddöntőbe |      | 5–12 | —    | 9–8  | 23–3 |
| 3.    | BVSC                  | 3 | 1  | 0 | 2 | 33 | 25 | +8  | 2 |                              |      | 3–10 | 8–9  | —    | 22–6 |
| 4.    | Hódmezővásárhelyi VSC | 3 | 0  | 0 | 3 | 15 | 74 | −59 | 0 |                              | 6–29 | 3–23 | 6–22 | —    |      |

### Negyeddöntő
szeptember 9–10.
| 1. csapat    | Össz. | 2. csapat   | 1. mérk. | 2. mérk. |
| ------------ | ----- | ----------- | -------- | -------- |
| Szolnoki VSC | 16–27 | Bp. Honvéd  | 8–16     | 8–11     |
| Pécsi VSK    | 13–33 | Egri VK     | 3–9      | 10–24    |
| Szegedi VE   | 13–12 | Ferencváros | 6–6      | 7–6      |
| Vasas SC     | 24–20 | Újpesti TE  | 14–10    | 10–10    |

### Elődöntő
szeptember 24., Eger, Szeged
| 1. csapat  | Eredmény | 2. csapat  |
| ---------- | -------- | ---------- |
| Egri VK    | 12–8     | Bp. Honvéd |
| Szegedi VE | 6–7      | Vasas SC   |

### 3. helyért
szeptember 25., Komjádi uszoda
| 1. csapat  | Eredmény | 2. csapat  |
| ---------- | -------- | ---------- |
| Bp. Honvéd | 9–8      | Szegedi VE |

### Döntő
| 2005. szeptember 25. 18:30 | Vasas SC                                                                          | 13–12 | Egri VK                                                         | Komjádi uszoda Nézőszám: 1800 Játékvezetők: Godova Erdős |
| 2005. szeptember 25. 18:30 | (4–3, 3–3, 2–3, 4–3)                                                              |       |                                                                 | Komjádi uszoda Nézőszám: 1800 Játékvezetők: Godova Erdős |
| 2005. szeptember 25. 18:30 | Varga Dá. 3 Kállay 3 Steinmetz Á. 3 Steinmetz B. 1 Mátyás 1 Windisch 1 Heinrich 1 |       | Nyéki 2 Kiss Cs. 2 Kis G. 2 Császár 2 Baco 1 Matajsz 1 Seress 1 | Komjádi uszoda Nézőszám: 1800 Játékvezetők: Godova Erdős |

A Vasas kupagyőztes csapatának tagjai: Heinrich Dávid, Kállay Márk, Kelemen Zoltán, Kuncz Tamás, Mátyás Zoltán, Nagy Viktor, Németh Zsolt, Róth Dániel, Steinmetz Ádám, Steinmetz Barnabás, Varga Dániel, Vindisch Ferenc, Zentai Tamás, vezetőedző: Földi László